# Opel Kadett
Az Opel Kadett egy ikonikus kis családi autó, amely a német Opel gyárában készült 1936 és 1940 között, majd 1962-től 1991-ig, a Cabrio változat pedig egészen 1993-ig volt forgalomban. A Kadett a német autóipar egyik jelentős képviselője volt, amely nemcsak a méretét, hanem a népszerűségét is folyamatosan növelte az évtizedek során.
Az Opel Kadett bemutatása 1936-ban történt, és kezdetben az Opel legkisebb modellje volt. A tervezők célja egy olyan megfizethető, praktikus autó létrehozása volt, amely kielégíti a családok igényeit. Az első generációs Kadett klasszikus vonalai és kompakt mérete azonnal népszerűvé tették az autót.

## Opel Kadett I (1936–1940)

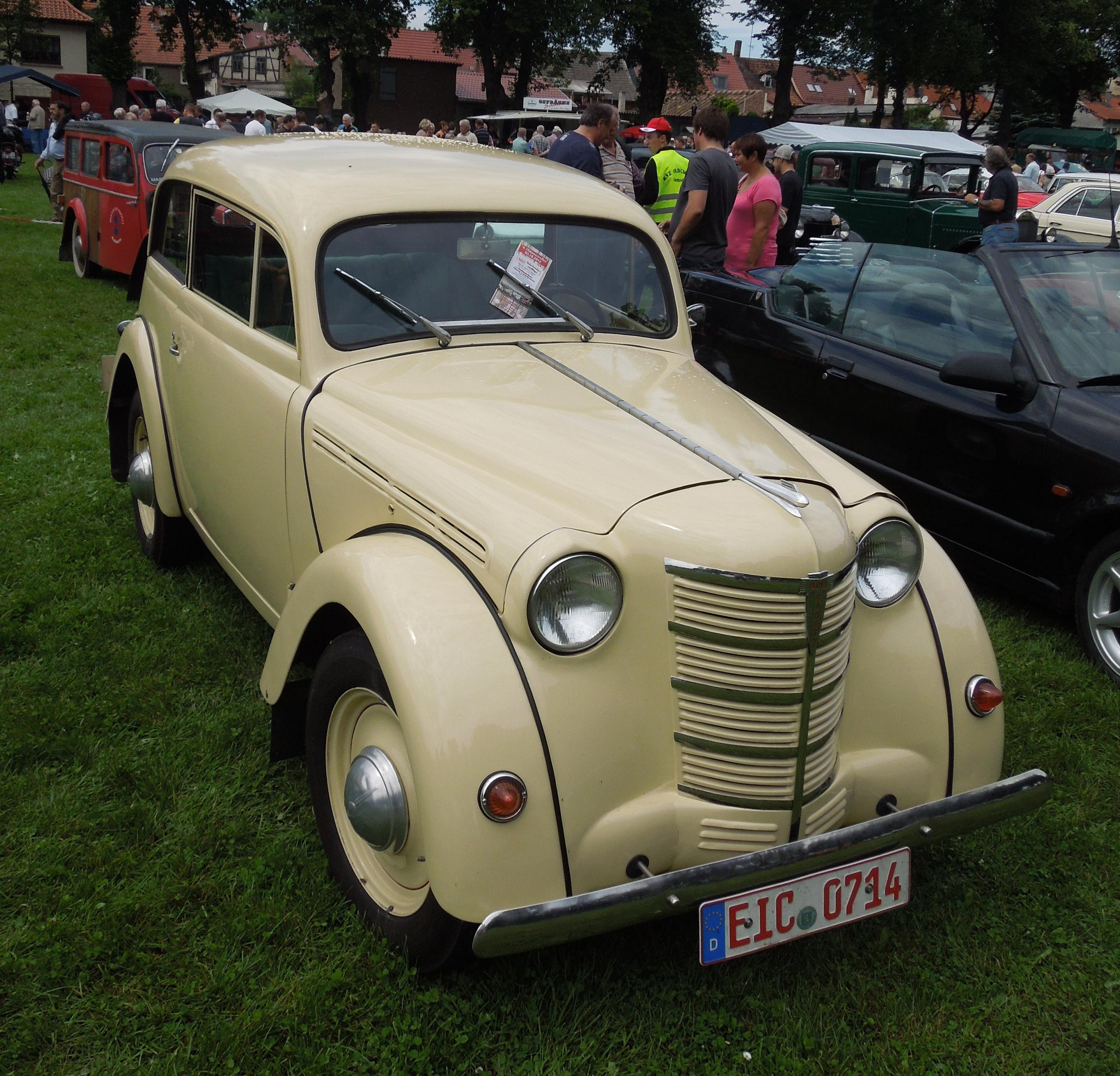
Opel Kadett I

Az Opel Kadett I bemutatójára 1936 decemberében került sor, Heinrich Nordhoff, az Opel kereskedelmi-technikiai igazgatója révén. Nordhoff később a Volkswagen cég újjáépítésében játszott kulcsszerepet. Az új modell az Opel Olympia sikeres koncepcióját folytatta, amelynek lényege egy karosszéria nélküli, önhordó szerkezet kialakítása volt. Ez lehetővé tette a gyártás költségeinek csökkentését és a termelés hatékonyságának növelését.
A Kadett I frontmotoros, hátsókerék-hajtású elrendezésével és 1,074 cm³-es négyhengeres motorjával kiemelkedett a versenytársak közül. A háromfokozatú manuális váltónak köszönhetően dinamikusan kezelhető volt, míg a 2,337 mm-es tengelytávja biztosította az autó stabilitását és kényelmét. A teljes hossza 3,765 mm-től 3,840 mm-ig terjedt, ami elegendő teret biztosított az utasoknak.
A kadett gyártása Rüsselsheimben zajlott, ahol az Opel már régóta ismert volt a minőségi autóiról. Azonban a második világháború kitörése 1940-ben megakasztotta a termelést. A háború előtt azonban több mint 100 ezer darabot értékesítettek belőle, így a Kadett I nemcsak népszerű lett, hanem fontos szerepet játszott az Opel gazdasági helyzetének megerősítésében is.

### Kadett 11234 (1937)
A Kadett 11234 egy kicsi, visszafogott kétajtós "Limousine" (szedán) volt, amely 1937-ben debütált. Ugyanakkor elérhető volt puha tetős "Cabrio-Limousine" verzióban is, mindkét típus ára megegyezett: 2,100 ℛ︁ℳ︁. A jármű karosszériája hasonlított az akkori nagyobb Opel Olympia formájára, és vonalvezetése tükrözte a kor streamlining irányzatát. A Kadett motorja egy 1,074 cm³-es oldalszelepes erőforrás volt, amely az 1935-ös Opel P4-ből származott. Ennek maximális teljesítménye 23 PS (17 kW) volt 3,400 fordulaton. A jármű tengelytávja 234 cm (92 in) volt, ami középen helyezkedett el a kisebb P4 és a nagyobb Olympia között. Az "11234" elnevezés a motor lökettérfogatát deciliterekben (11) és a tengelytávot centiméterekben (234) tükrözte.
A Kadett egyik legnagyobb újítása a hidraulikus fékrendszer bevezetése volt. Ez a mechanizmus jelentősen javította a fékezési teljesítményt, így biztonságosabbá téve az autó vezetését. A felfüggesztés szinkronizált rugózással rendelkezett; ez a megoldás már korábban is látható volt az Opel nagyobb modelljeinél. Az alapját a Dubonnet rendszer adta, amelyet a General Motors francia leányvállalata vásárolt meg.
Bár ez a rendszer azt ígérte, hogy puhább utazást biztosít, kritikák érkeztek arra vonatkozóan, hogy a kezelhetőség és az útfogás kompromisszummal járt – különösen egy ilyen kis súlyú autó esetében mint amilyen a Kadett volt.
1937 végére összesen 33 402 példány készült el az első generációs Kadettekből.

### Kadett KJ38 és K38 Spezial (1938–1940)
Az 1938-as év jelentős változásokat hozott az Opel Kadett palettáján. A gyártó két változatot kínált: a "Kadett KJ38"-at és a "Kadett K38 Spezial"-t. A két modell között mechanikai szempontból alig volt különbség, mivel mindkettő az 1,074 cm³-es Opel 23 PS (17 kW) motort használta, valamint a 2,337 mm-es (92.0 in) tengelytávot. Azonban a "Spezial" változat több külső díszítéssel rendelkezett, beleértve a krómcsíkot az ablakvonal alatt és egyéb külső elemeket is.
Bár a mechanikai teljesítmény szempontjából nem volt jelentős eltérés a két modell között, a vásárlók számára lényeges választási lehetőségeket kínáltak. A "Kadett KJ38" alapmodell csupán kétszemélyes "Limousine" (szedán) kivitelben volt elérhető. Ezzel szemben a "Kadett Spezial" esetében már lehetőség nyílt négyajtós "Limousine" (szedán) megvásárlására is, amely már jobban felszerelt belsőt és kényelmesebb utazást kínált. A legnagyobb különbség talán abban rejlett, hogy míg a "KJ38" egyszerűbb felfüggesztést kapott, amely hasonlított az előző Opel P4 modellre, addig a "Spezial" megtartotta a modern szinkronizált rugózást. Ez azért volt fontos, mert míg a költségvetés-barát KJ38-at sokan csak mint egy olcsóbb alternatívát tekintettek, addig a "Spezial" egy elegánsabb imázst képviselt.
A Kadett KJ38 ára 1,800 ℛ︁ℳ︁ körül alakult, ami magasabb volt az Opel P4-hez képest. Ennek következtében sok vásárló inkább olcsóbb alternatívákat keresett. Ezzel szemben a Kadett K38 Spezial sikeresen betöltötte a piacon található hiányosságokat: 1938-ban és 1939-ben is Németország legkeresettebb kisautójává vált. Az eladási statisztikák szerint 1941 májusáig 17,871 darab KJ38-at és 56,335 darab K38 Spezial-t gyártottak.

### Kereskedelem
A versenyképes árképzés kulcsszerepet játszott abban, hogy a Kadett széles vásárlóközönséget vonzott. Az Opel ügyesen pozicionálta a modellt úgy, hogy elérhető árú alternatívát kínáljon a piacon. Ez különösen fontos volt egy olyan időszakban, amikor sok embernek szüksége volt megbízható közlekedési eszközre. A Kadett nem csupán olcsó volt, hanem megfelelő minőséget és teljesítményt is nyújtott, ami tovább növelte vonzerejét.
Az Opel Rüsselsheim-i gyára volt az első nagy autógyár Németországban, amely Henry Ford által kidolgozott sorozatgyártási technikákat alkalmazott. Ez lehetővé tette az Opel számára, hogy hatékonyan és gyorsan állítsa elő a Kadett modelleket. 1940 májusáig, amikor a háború miatt leállt a termelés, összesen 106,608 Kadett készült el ezen a gyártósoron. Az innovatív gyártási folyamatok révén az Opel nemcsak gyorsan tudta kielégíteni a keresletet, hanem költségeit is minimalizálni tudta.
A második világháború kirobbanásával a gépjárműgyártás számos kihívással nézett szembe. Az alapanyagok hiánya és az ipari átalakulások azonban nem akadályozták meg az Opelt abban, hogy fenntartja a Kadett gyártását az első háborús hónapokban. A cég alkalmazkodóképessége és rugalmassága lehetővé tette számukra, hogy továbbra is termeljenek egy olyan modellből, amely már bizonyította értékét.

### Szovjet utóélet
A második világháború után a Szovjetunió számára kulcsfontosságú volt, hogy helyreállítsa iparát és elindítsa a gazdasági növekedést. Az autógyártás nem csupán a közlekedés szempontjából volt jelentős, hanem a technológiai fejlődés és az ipari önállóság szimbólumává is vált. A Moszkvics 400, amely 1947-től 1954-ig készült, egy fontos állomása volt ennek a törekvésnek.
A háború után a Szovjetunió olyan autóra vágyott, amely megfelel a KIM-10-52 által képviselt igényeknek: egy négyajtós szedán, fémből készült karosszériával és négyütemű motorral. Az Opel Rüsselsheim autógyárból kérték el a gyártási eszközöket, hogy pótolják a moszkvai ostrom alatt elveszett termelési vonalakat. A Szovjetunió vezetői számos német kisautó modellt tanulmányoztak, de végül a népszerű Kadett K38 mellett döntöttek.
A gyártás megkezdésére vonatkozó utasítást 1945. augusztus 26-án adta ki az Állami Védelmi Bizottság. Az eredeti terveket nehéz volt megvalósítani, mivel az Opel gyár súlyosan megsérült az Aliált légitámadások következtében. Csak néhány zavaros rajz és terv maradt meg, valamint néhány sajtolóforma. Mégis, a Vörös Hadsereg által elfogott Kadett modellek lehetővé tették a részletes tanulmányozást és visszafejlesztést.
A tervezési munkálatok során számos szovjet-német közös vállalat jött létre, amelyekben német szakemberek és mesterek dolgoztak. Ezek a designirodák nemcsak az új jármű tervezésében vettek részt, hanem új díszítőelemeket is kifejlesztettek, amelyek megkülönböztették a Moszkvicsot az Opel prototípustól. Az első példányok legyártása 1946. december 4-én indult el.
A Moszkvics 400/420 gyártása egészen 1956-ig folytatódott, amikor új modell váltotta fel: a Moszkvics 402. Ez az autó már egy teljesen új dizájnt képviselt, bár az eredeti Kadett motorját továbbra is használták egészen 1958-ig. A Moszkvics nem csupán egy jármű volt; szimbóluma lett annak az ipari újjáépítésnek és innovációnak, amely meghatározta a háború utáni Szovjetuniót. Az autók iránti kereslet folyamatosan nőtt, így nemcsak hazai használatra készült járműveket gyártottak, hanem exportálni is kezdték őket más országokba.

## Kadett A (1962–1965)

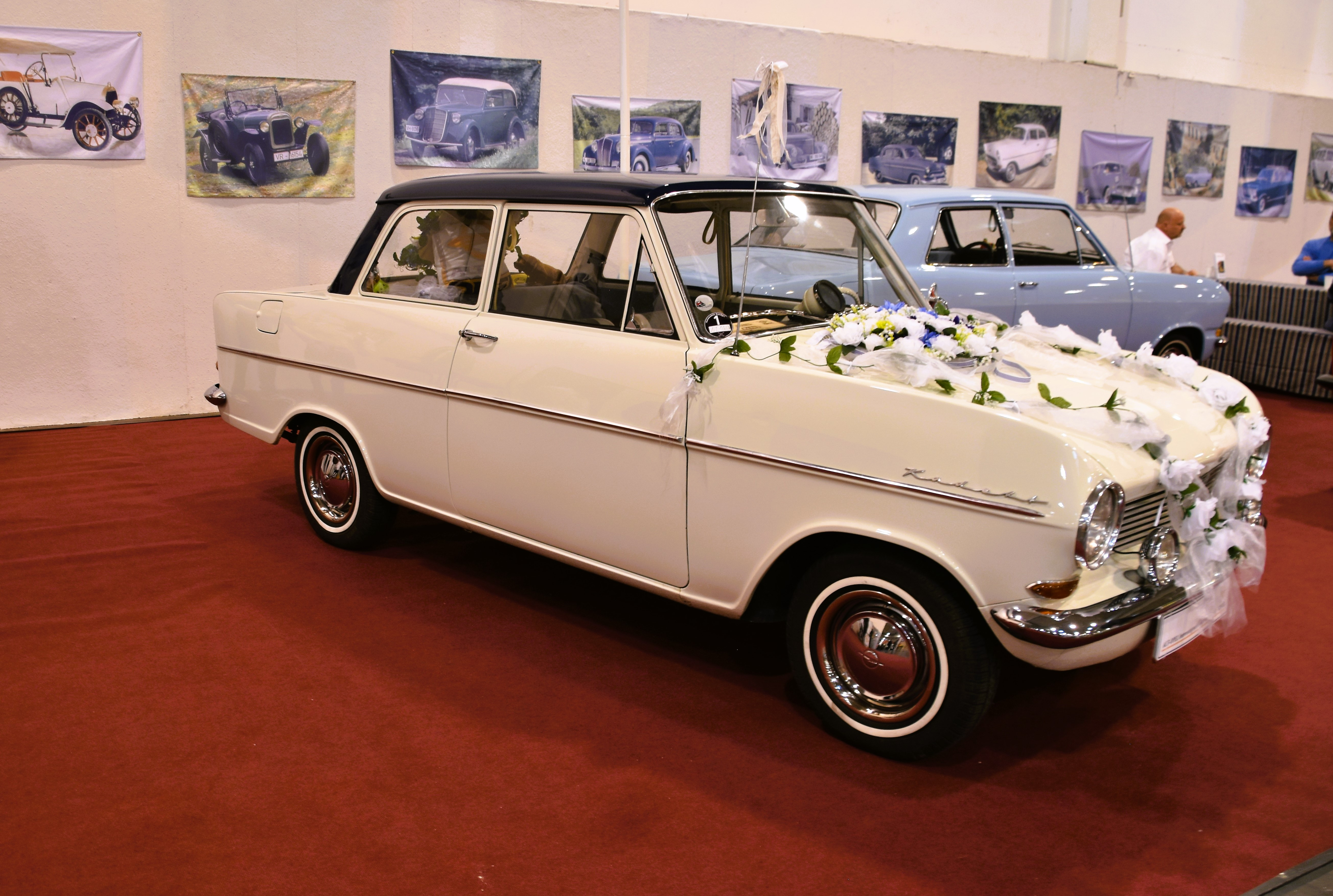
Opel Kadett A

A Kadett A 1962-es újraérkezése egy jelentős esemény volt az Opel életében. Az első modell 1940-ben került forgalomba, majd hosszú szünet után érkezett meg az új változat, amelynek szállítása 1962. október 2-án indult el. Az új Kadett A egy kis családi autóként lépett piacra, amely különböző karosszéria-változatokban volt elérhető: kétajtós limuzin, háromajtós kombi (Car-A-Van) és kupé formájában. A Kadett A dizájnja modern és praktikus volt, tükrözve a kor igényeit. Az autó kiváló üzemanyag-hatékonysággal büszkélkedhetett, ami vonzóvá tette a családok számára. Az egyszerű formatervezés és az ergonómiai megoldások mellett a Kadett A számos innovatív funkciót is kínált, amelyek növelték a vezetési élményt.

## Kadett B (1965–1973)

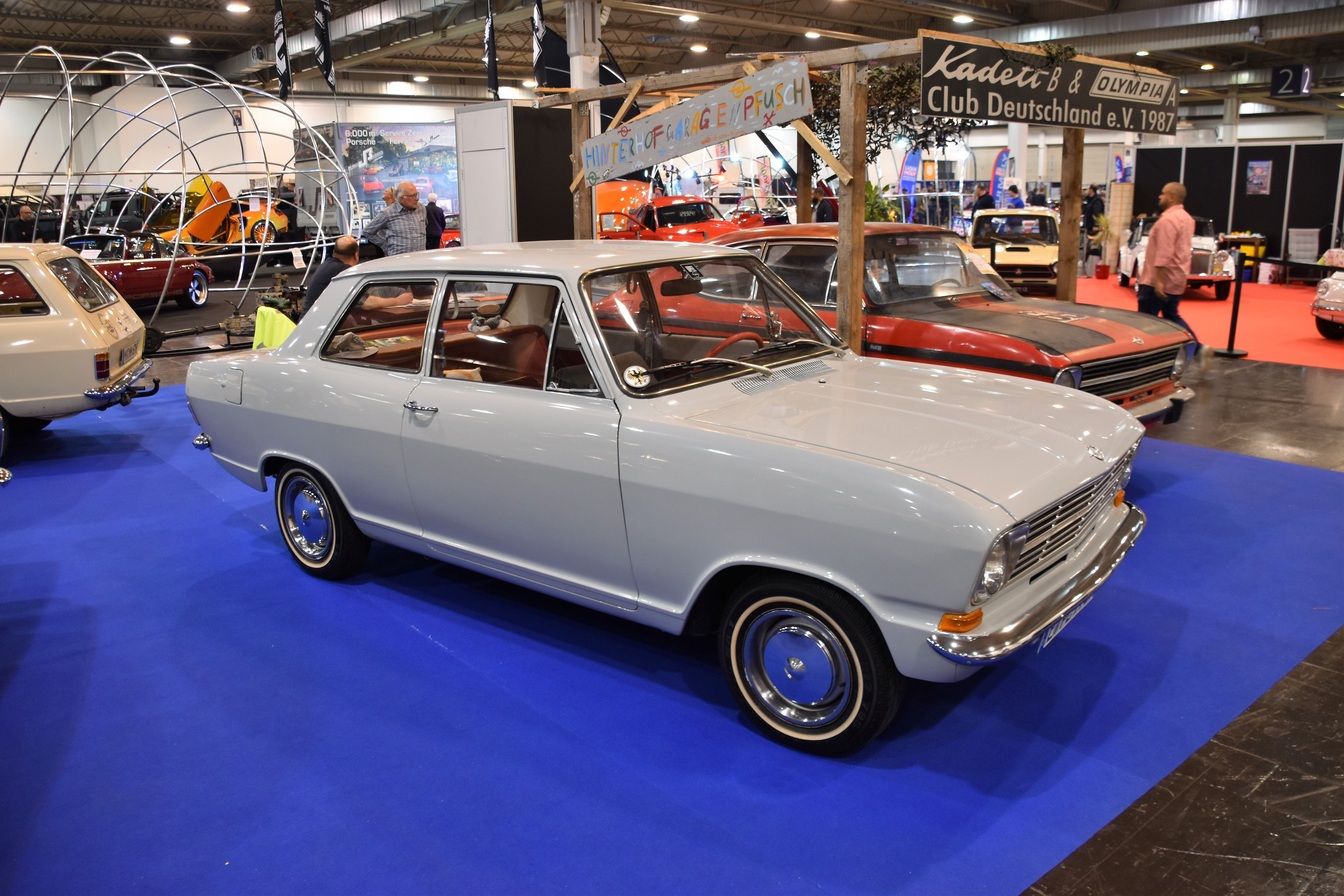
Opel Kadett B

A Kadett B 1965-ben debütált a frankfurti autószalonon, és azonnal lenyűgözte a közönséget. Ez az új modell jelentős méretbeli növekedést mutatott az elődjéhez képest: 5%-kal hosszabb volt, szélesebb és nehezebb is lett. Ezek a változások nemcsak esztétikai szempontból voltak fontosak, hanem javították az utasok kényelmét és a vezetési stabilitást is. A Kadett B nemcsak egy hétköznapi autó volt; az Opel GT kétüléses sportautó is nagymértékben épített a Kadett B alkatrészeire. Ez azt mutatja, hogy a Kadett sorozat nemcsak családi autók gyártására volt alkalmas, hanem sportosabb vonalon is érvényesült.

## Kadett C (1973–1979)

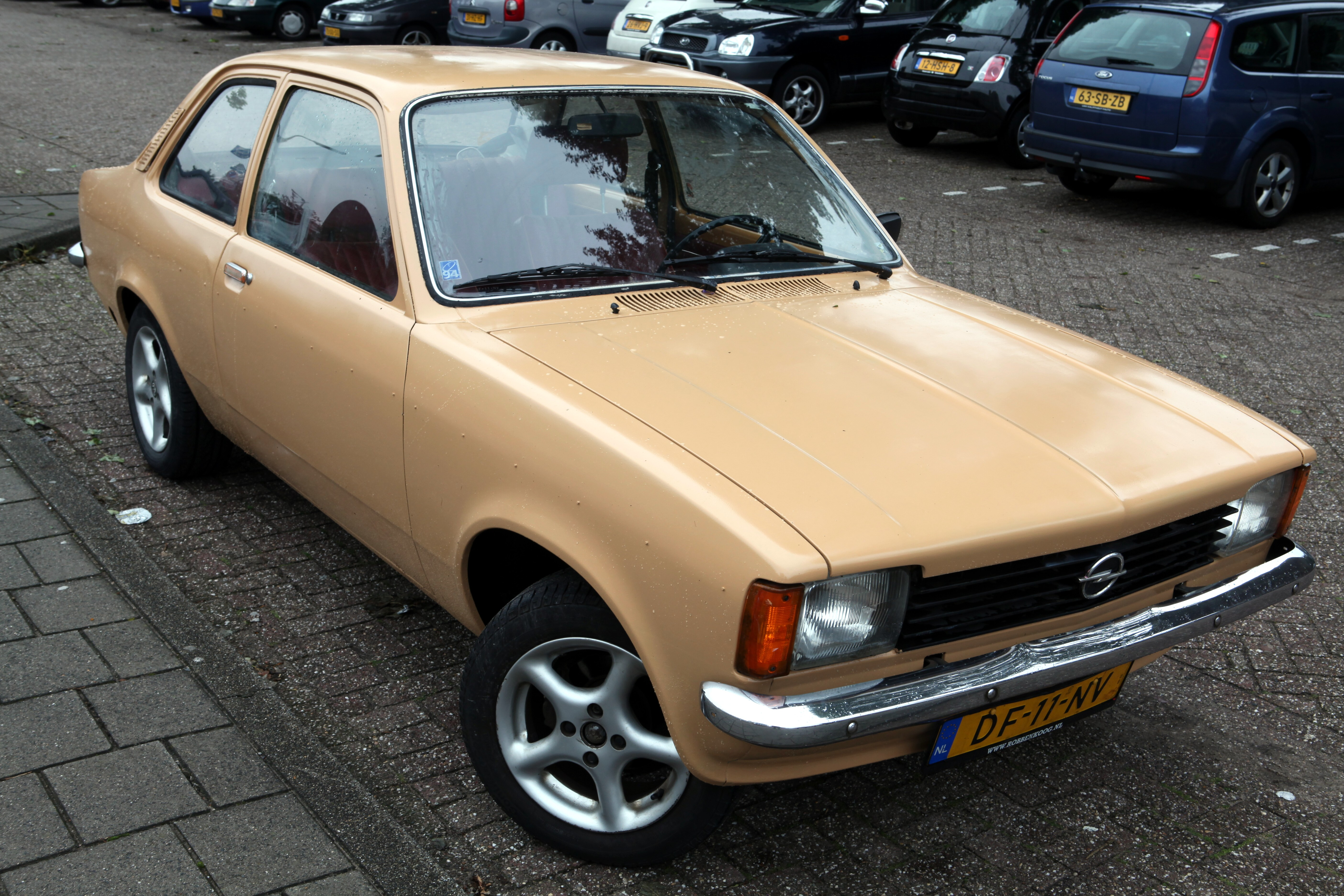
Opel Kadett C

Az Opel Kadett C megjelenése 1973 augusztusában jelentős mérföldkő volt az autóipar történetében. Ez a modell nemcsak az Opel, hanem a General Motors "T-Car" platformjának is a része volt. Az utolsó hátsókerék-meghajtású kis Opelként a Kadett C 1979-ig készült, és összesen 1,701,076 darabot gyártottak belőle, amelyeknek 52%-át exportálták Nyugat-Németországon kívülre. Az autó nemcsak hazájában, hanem számos más európai piacon is népszerűvé vált, ami hozzájárult az Opel globális hírnevének növeléséhez.
A Kadett C megalkotásakor az Opel célja egy modern és sportos kinézetű kisautó létrehozása volt, amely megfelel a kor elvárásainak. A tervezők ügyeltek arra, hogy az autó aerodinamikai tulajdonságai kiemelkedőek legyenek, és a stílusos vonalak vonzóvá tegyék a fiatal vásárlók számára. A Kadett C dizájnja letisztult és egyszerű volt, mégis elegáns. A hátsókerék-meghajtás előnyeit kihasználva az autó kiváló kezelhetőséget biztosított, így ideális választás volt mindennapi használatra és sportosabb vezetési élményekhez egyaránt.
Érdekes módon a Kadett C brit megfelelője a Vauxhall Chevette volt. Ez a modell nem csupán hasonlított az Opeles verzióra, hanem a két márka közötti fokozatos konvergenciát is jelképezte. Az Opel és Vauxhall közötti együttműködés erősödése lehetővé tette, hogy ezek a járművek egyre inkább közös alapokra épüljenek, aminek eredményeként a későbbi Kadett D még inkább hasonlít majd elődjére.
A Kadett C népszerűsége tükröződik a gyártási számokban is. A Bochumban készült modellek közül több mint félmilliót exportáltak más nyugat-európai országokba. Ez nem csupán az Opel sikerét mutatja be, hanem azt is jelzi, hogy milyen jelentős helyet foglalt el ez az autó az európai autópiacon. Az exportált modellek között sok olyan változat található, amelyek különböző igényeket szolgáltak ki különböző piacokon.

## Kadett D (1979–1984)

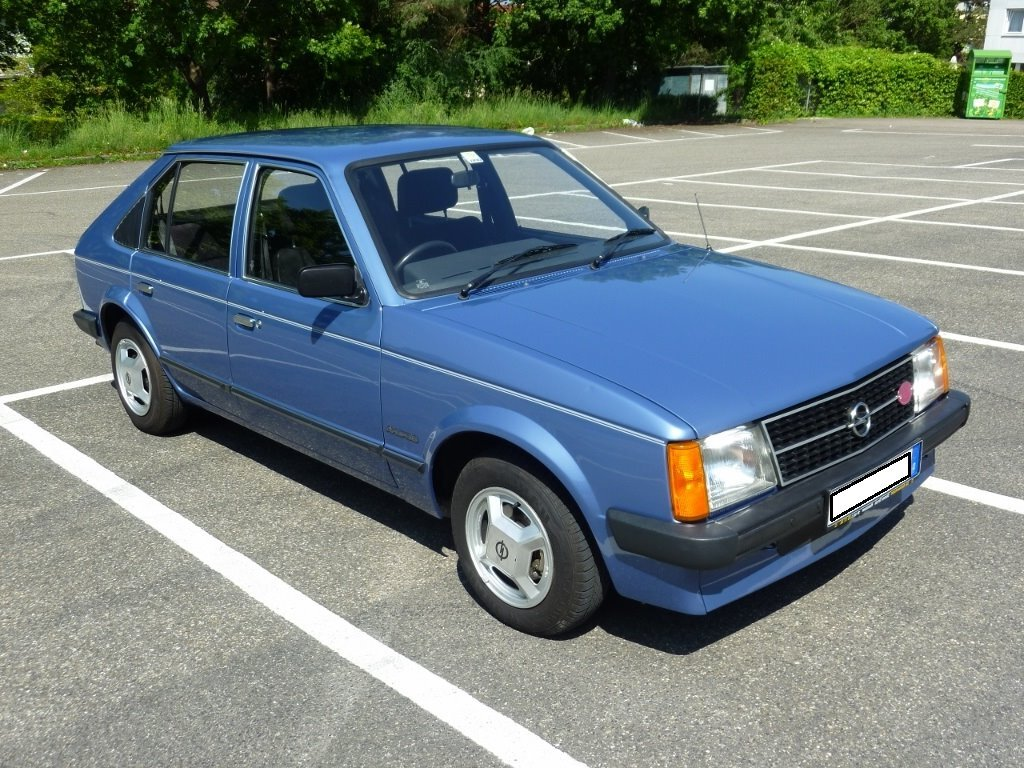
Kadett D (1979–1984)

Az Opel Kadett D három- vagy ötajtós hatchbackként, valamint kombiként volt elérhető, emellett két- és négyajtós limuzin változatai is készültek. A brit piacon a Vauxhall Astra Mark 1 néven ismerték, amely csak 1980 márciusában debütált. Érdekes módon a Kadett D sorozatban nem volt coupé változat, ami a korábbi generációkhoz képest új irányvonalat képviselt.
A Kadett D bevezetésével Opel egy új front-hajtású architektúrába fektetett be, amely alapját képezte a későbbi Ascona C és Corsa A modelleknek is. Az autó elsődleges motorja a Family I motorcsalád tagja volt, amely alumínium öntvényből készült hengerfejjel és hidraulikus szelepemelőkkel rendelkezett. A motorválaszték tartalmazott egy 1.3 literes verziót, amely 60 PS-től 75 PS-ig terjedő teljesítményt kínált. Emellett a Kadett D dízelmotorral is elérhető volt, ami különösen vonzóvá tette az autót az üzemanyag-takarékos megoldásokat kereső vásárlók számára. A különböző motorváltozatok széles spektrumot biztosítottak, így mindenki megtalálhatta az igényeinek megfelelő modellt.
A Kadett D piaci sikere részben annak volt köszönhető, hogy az Opel és Vauxhall modellek kezdetben párhuzamosan versenyeztek egymással az Egyesült Királyságban. Az 1982-es évek elejére azonban ez a helyzet rendeződött, és az Opel választéka szűkebb lett. Különleges verziói között említhetjük a Kadett Pirsch-t, amely vadászok számára készült, valamint a svéd postai változatot is. A modell népszerűsége globális szinten is megmutatkozott: Jugoszláviában IDA Kadett néven forgalmazták, míg Indonéziában helyi gyártású példányai kerültek piacra taxi flották számára. Dél-Afrikában is népszerű modell lett, ahol többféle karosszériaváltozatot kínáltak.

## Kadett E (1984–1995)

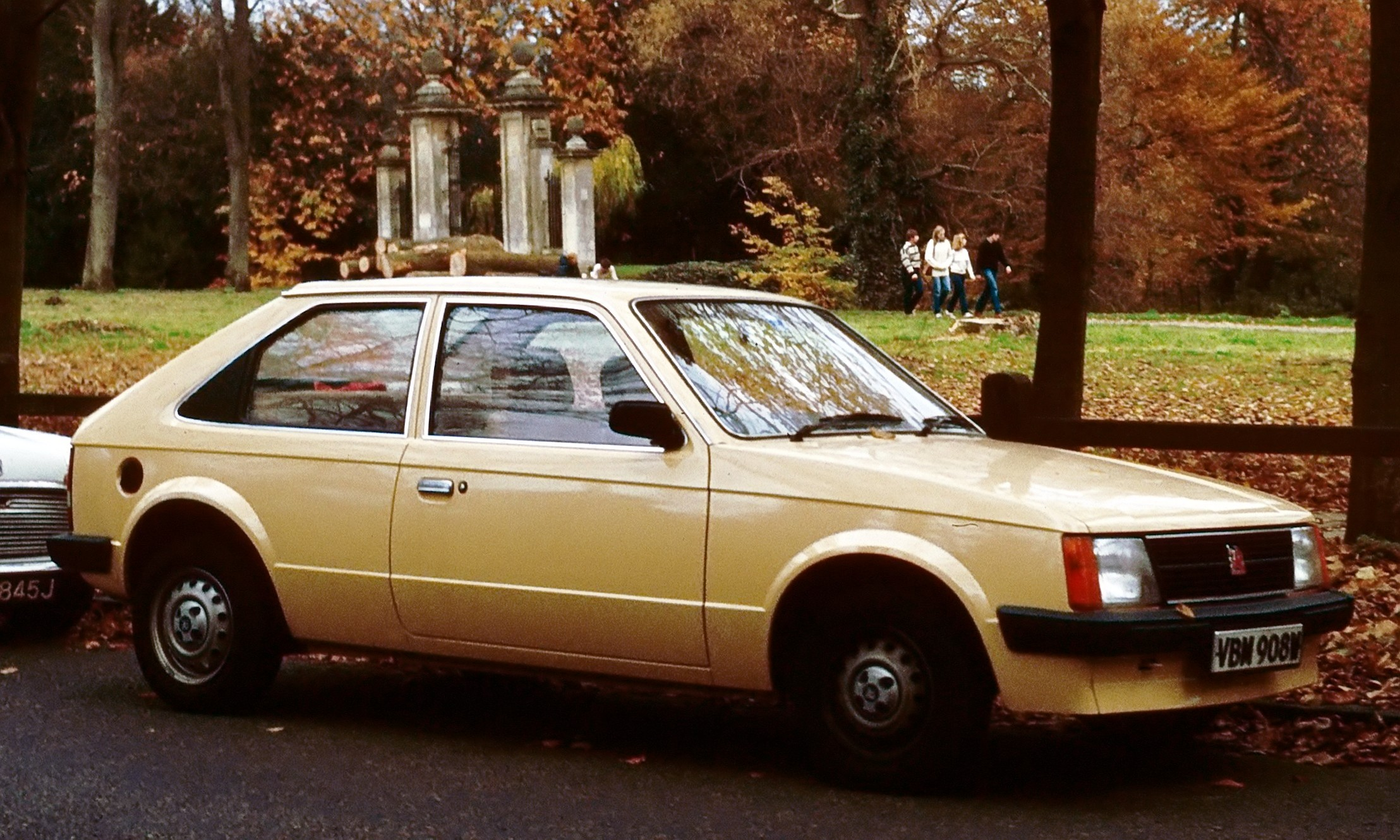
Vauxhall Astra Mk I Clare

A Kadett E, amelyet az Egyesült Királyságban Vauxhall Astra Mark 2 néven forgalmaztak, 1984 augusztusában debütált, és az 1985-ös Európai Év Autója címet nyerte el. Ez az autó nemcsak a tervezésével, hanem a technikai újításaival is felkeltette a figyelmet, így nem meglepő, hogy sok autószerető szívébe belopta magát.
A Kadett E megjelenése a mid-1980-as évek aerodinamikai trendjeit tükrözte. A jármű jellegzetes "csepp" formájával és fejlett aerodinamikai tulajdonságaival tűnt ki. A frontális stílusa közvetlenül az Opel Tech 1 koncepcióautóból származik, amelyet 1981-ben mutattak be. A tervezők ügyeltek arra, hogy megőrizzék a Kadett D néhány jellegzetességét is, mint például a 'Kamm tail' és az oversized C-oszlop szellőzőnyílása.
A Kadett E nemcsak hatchback változatban készült; volt egy hagyományos háromdobozos kivitele is, amely Vauxhall Belmont néven került forgalomba az Egyesült Királyságban. Emellett elérhető volt egy kombi változat is, amely "Caravan" néven futott a kontinentális Európában. A Bertone által Olaszországban gyártott kabrió változat 1987-től vált elérhetővé, tovább bővítve a modellek palettáját. Az autó tehergépjármű-verziója Opel Kadett Combo néven ismert Európában, míg az Egyesült Királyságban Bedford Astramax néven forgalmazták.
A Kadett E globális hatása figyelemre méltó volt. Brazíliában Chevrolet Kadett néven forgalmazták, míg az estate verziót Chevrolet Ipanema néven ismerték. Továbbá, Dél-Koreában a Daewoo LeMans alapját képezte, amely később Daewoo Cielo, Racer és Nexia néven is ismertté vált. Az amerikai piacon Pontiac LeMansként értékesítették, Kanadában pedig kezdetben Passport Optima néven kínálták.

## Névváltoztatás Astrára
1991-ben a GM Europe döntése nyomán az Opel átvette a Vauxhall által használt Astra nevet, hogy standardizálja a modellneveket. Míg Dél-Afrikában még 1999-ig használták a Kadett nevet, Európában az Astra hamarosan minden piacon dominálni kezdett.